# Phillip Borsos
Phillip Borsos (* 5. Mai 1953 in Hobart, Tasmanien, Australien; † 2. Februar 1995 in Vancouver, British Columbia) war ein kanadischer Regisseur, Schauspieler, Drehbuchautor und Filmproduzent.

## Leben
Borsos besuchte die High School in Maple Ridge. Zu dieser Zeit erwarb er seine erste 16-mm-Filmkamera. Im Anschluss an den Schulabschluss studierte er zunächst an der Banff Centre School for Fine Arts und der Vancouver School of Art. Parallel zu seinem Studium absolvierte er eine Ausbildung in einem Filmlaboratorium in Vancouver. 1976 gründete er Mercury Pictures und produzierte in den darauf folgenden Jahren drei Kurzfilme. Der 1979 entstandene Dokumentarfilm Nails wurde 1980 für den Oscar nominiert. Zudem wurde er mit dem Genie Award prämiert.
Nach seiner Oscar-Nominierung drehte Borsos seinen ersten abendfüllenden Spielfilm, Der Fuchs mit Richard Farnsworth in der Hauptrolle. Er erhielt für den Film 1982 den International Press Award beim World Film Festival  und im Jahr darauf den Genie Award. 1985 inszenierte er zwei Spielfilme, die Disney-Produktion Wenn Träume wahr wären sowie den Thriller Das mörderische Paradies mit Kurt Russell und Mariel Hemingway in den Hauptrollen. Sein 1990 unter großen Produktionsschwierigkeiten entstandener Spielfilm Bethune – Ein Arzt wird zum Helden über das Leben von Norman Bethune mit Donald Sutherland und Helen Mirren in den Hauptrollen kam erst einige Jahre später in die Kinos; und seine geplante Verfilmung von John Irvings Gottes Werk & Teufels Beitrag kam über den Planungsstatus nie heraus. Im Abspann des 1999 von Lasse Hallström verwirklichten gleichnamigen Films wird seiner gedacht. Neben seiner Arbeit als Regisseur, Drehbuchautor und Produzent war er auch gelegentlich als Schauspieler in kleineren Filmrollen zu sehen, unter anderem in Tootsie, L.I.S.A. – Der helle Wahnsinn und Shadow und der Fluch des Khan.
Während der Dreharbeiten zu seinem letzten Film, Gefährliche Wildnis, wurde bei ihm 1994 Leukämie diagnostiziert. Nach einer gescheiterten Stammzelltransplantation erlag er der Krankheit im Frühjahr 1995 im Alter von 41 Jahren.

## Filmografie (Auswahl)

### Regie
- 1976: Cooperage
- 1978: Spartree
- 1979: Nails
- 1982: Der Fuchs (The Grey Fox)
- 1985: Wenn Träume wahr wären (One Magic Christmas)
- 1985: Das mörderische Paradies (The Mean Season)
- 1992: Bethune – Ein Arzt wird zum Helden (Bethune: The Making of a Hero)
- 1995: Gefährliche Wildnis (Far from Home: The Adventures of Yellow Dog)

### Schauspiel
- 1982: Tootsie
- 1985: L.I.S.A. – Der helle Wahnsinn (Weird Science)
- 1992: Eiskalter Herzensbrecher (Highway Heartbreaker)
- 1992: Heiße Scheine (We're Talkin' Serious Money)
- 1994: Shadow und der Fluch des Khan (The Shadow)

### Produktion
- 1976: Cooperage
- 1980: The Night Before the Morning After
- 1985: Wenn Träume wahr wären (One Magic Christmas)

### Drehbuch
- 1985: Wenn Träume wahr wären (One Magic Christmas)
- 1995: Gefährliche Wildnis (Far from Home: The Adventures of Yellow Dog)

## Auszeichnungen
- 1980: Oscar-Nominierung in der Kategorie Bester Dokumentar-Kurzfilm für Nails
- 1980: Genie Award für Nails
- 1982: International Press Award für Der Fuchs
- 1983: Genie Award für Der Fuchs
- 1991: Genie-Award-Nominierung für Bethune – Ein Arzt wird zum Helden